# حصرجية
قرية الحصرجية تقع في محافظة حمص وتبعد عنها حوالي 55 كم غربا و 5 كم إلى الشمال من مدينة تلكلخ  تتشكل القرية من حارتين وهي الحكية والحصرجية  عدد سكانها حوالي 2000 نسمة يعملون بالزراعة وتربية المواشي 
العائلات في القرية
محلي وشحود وعياش وعيسى وعلي وحيدر ....وتتربع القرية على سفح تل وتعتبر البوابة الجنوبية للطريق الواصل إلى قلعة الحصن والتي تبعد عنها حوالي 5كم 
أصول سكان القرية من التركمان وما زال غالبيتهم يتحدثون باللغة الأصلية بالرغم من اندماجهم بالمحيط العربي بهم
يوجد في القرية مدرسة للتعليم الأساسي وتتبع خدميا لمجلس بلدية قرية الزارة -منطقة تلكلخ
تشتهر القرية بزراعة الزيتون والكرمة والتين والتواجد الكثيف لأشجار البلوط والسنديان المعمرة ويوجد في القرية نبع ماء عذب يسمى ب"تل عنتر" يقع شرق القرية
كما يوجد العديد من المقابر القديمة المنتشرة في مزارع القرية غير المستكشفة بعد  
لكن بسبب الأحداث في المنطقة تهجر سكانها منها في أذار 2014 وتم عودة القليل من الأهالي عام 2019 واستقروا فيها لكن الغالبية ما زالوا لاجئين خارج سوريا .....